# ヤクシマザル
ヤクシマザル（屋久島猿、学名：Macaca fuscata yakui）は屋久島（鹿児島県）に固有のニホンザルの亜種。ヤクザルとも呼ばれる。

## 特徴
体長 45 - 60cm、尾長 5 - 10cm、体重 6 - 13kg。日本の本州から四国・九州にかけて生息する基亜種ホンドザル（M. f. fuscata）と比べると、小型でずんぐりしており、手足が黒く、体毛はやや長く太くまばらで、灰色を帯びる。幼獣の毛色は、さらに黒っぽい。オスの成体は、頭の毛が中央から左右に分かれ、桃割（ももわれ）と呼ばれる。メスは2年に一度、3月から5月に、1頭の子どもを生む。一つの群れの頭数は50頭以下。
ホンドザルとヤクシマザルの遺伝的距離は、ホンドザルの地域変異の10倍以上あるとされる。屋久島のヤクシマザル個体群はニホンザルの分布の南限に当たる。頭数は、1999年の調査で9,504 - 18,890頭の間とされている。

## 猿害と電気柵
かつて屋久島では、サルの生息地での伐採や針葉樹の植林が行われたことにより、広葉樹が減少し、サルのエサが不足するようになった。さらに、山での仕事がなくなり、人が山に入らなくなったことによって、サルの人に対する警戒感が薄れ、また、かつてのように犬が放し飼いにされることがなくなったことなどもあって、サルが人里へ下りてきて、猿害が起こるようになった。
島の名産であるポンカンやタンカンなどへの食害があり、これを防ぐために、例年400-500頭のヤクシマザルが捕獲・駆除されてきた。現在、現地では農園の周りに電気柵を張るなどして、人間とサルとが棲み分けを行うことによる共生を目指している。

## 保護上の位置づけ
環境省によるレッドリストでは、1991年版では「希少種」、1998年版では「準絶滅危惧」に評価されたが、最新の2007年版では個体数の増加を理由にランク外とされた。
1950年代までは、屋久島の隣の種子島にもニホンザルが生息していたが、その後絶滅した。これがホンドザルとヤクシマザルのいずれに属するものであったかは、明らかになっていない。